# Kim Dae-young
Kim Dae-young, of Dae-young Kim (Koreaans: 김대영) (15 augustus 1962) is een Zuid-Koreaanse voetbalscheidsrechter en assistent-scheidsrechter, oftewel een grensrechter, die actief is op mondiaal niveau. Hij was als assistent-scheidsrechter actief op het wereldkampioenschap voetbal 2006.
Kim vlagde en/of floot onder andere in een vriendschappelijke wedstrijd voorafgaand aan het WK voetbal 2002 tussen Mexico en de Verenigde Staten. Ook was hij in 2005 actief op het WK voetbal voor clubs. Tijdens het WK voetbal 2006 was hij assistent-scheidsrechter in de groepswedstrijd tussen Polen en Ecuador.